# Sepp Göbl
Josef Artur "Sepp" Göbl, född 11 juni 1905 i Wien, död i juni 1971, var en österrikisk ishockeyspelare. Han kom på delad femte plats i olympiska vinterspelen i Sankt Moritz 1928 och på delad sjunde plats i olympiska vinterspelen i Garmisch-Partenkirchen 1936.